# Willy Semm
Willy Semm (* 4. Juli 1888 in Leipzig; † 5. Dezember 1964 ebenda) war ein deutscher Maler.

## Leben und Werk
Willy Semm studierte bei Walter Tiemann an der Königlichen Akademie für graphische Künste und Buchgewerbe in Leipzig und bei Emil Orlik an der Staatliche Lehranstalt des Berliner  Kunstgewerbemuseums. Ab 1911 war er freischaffend in Leipzig tätig. 1914 hatte er in Leipzig auf er 1. Internationalen Grafischen Kunstausstellung seine erste Ausstellungsbeteiligung. 1915 war Semm einer von 51 deutschen Künstlern, die im nationalistischen Kriegsrausch Grafiken für die Zeitschrift Kriegszeit. Künstlerflugblätter beisteuerten. In den Kriegsjahren wandelte sich die impressionistische Malweise Semms zum Expressionismus. „Als Ziel erkennt er: die Gefühle durch Farbe nacherlebbar zu machen.“ Er betätigte sich im Verein Leipziger Jahresausstellungen (LJA), war Mitglied der Jury der LJA und gehörte dem Künstlerkreis der LJA um Rüdiger Berlit, Eugen Hamm, Franz Oskar Behringer und Max Schwimmer an. In den 1920er Jahren wurde er zu einem wichtigen Vertreter des Leipziger Expressionismus, ehe Ende der 1920er Jahre seine spätimpressionistische Phase begann. Von 1929 bis 1931 unternahm Semm Studienreisen nach Oberitalien, Frankreich, Spanien, Teneriffa und Tunis.
In der Zeit des Nationalsozialismus war Semm Mitglied der Reichskammer der bildenden Künste. Er nahm als Soldat der Wehrmacht am Zweiten Weltkrieg teil.
Nach der Entlassung aus der Kriegsgefangenschaft lebte er zeitweise in Grauschwitz und Oschatz. Dann arbeitete er wieder freischaffend in Leipzig. Er wurde Mitglied des Verbands Bildender Künstler der DDR.
Werke Semms befinden sich u. a. im Bestand des Lindenau-Museums Altenburg/Thüringen, des Museums der bildenden Künste Leipzig und der Berliner Nationalgalerie.

## Werke (Auswahl)
- Erinnerung an die Russentage in Ostpreußen / Flucht der Einwohner (Lithografie, 1915; veröffentlicht in der Zeitschrift Kriegszeit. Künstlerflugblätter, Bd. 1, Nr. 44, 17. Juni 1915)[3]
- Das Gespräch / Menschen II (Tafelbild, Öl, 1920/1921; ein Hauptwerk der 1920er Jahre; im Bestand der Berliner Nationalgalerie)[4]
- Bananenkähne in Puerto de la Orotava/Teneriffa (Tafelbild, Öl, 1929; im Bestand des Lindenau-Museums, Altenburg/Thüringen)[4]
- Kleider-Basar in Tunis (Tafelbild, Öl, 1931; im Bestand des Lindenau-Museums, Altenburg/Thüringen)[4]
- Landstraße nach Thekla (Tafelbild, Öl, 1941; ausgestellt 1942 auf der Großen Deutschen Kunstausstellung in München; für 900 Reichsmark erworben vom NS-Führer Arthur Greiser)[5]
- Zeitgenossen (Zeichnung; ausgestellt auf der Leipziger Kunstausstellung 1948)[6]
- Bildnis des Vaters (Tafelbild, Öl, 1950; im Bestand des Lindenau-Museums, Altenburg/Thüringen)[4]
- Straßenbild in Leipzig-West im Winter (Tafelbild, Öl, 1954; im Bestand des Lindenau-Museums, Altenburg/Thüringen)[4]

## Ausstellungen (unvollständig)
- 1934: Dresden, Brühlsche Terrasse („Sächsische Kunstausstellung“)
- 1934: Leipzig, Grassi-Museum (Kulturwoche der NS-Kulturgemeinde)
- 1935: Leipzig, Museum der Bildenden Künste („Deutsche Graphikschau“; NS-Kulturgemeinde)
- 1936: Leipzig, Museum der bildenden Künste („6. Große Leipziger Kunstausstellung“)
- 1942: München, Große Deutsche Kunstausstellung

- 1947: Leipzig, Museum der bildenden Künste („Malerei der Gegenwart“)[7]
- 1948: Leipzig, Leipziger Kunstausstellung[8]
- 1955, 1956, 1959 und 1962: Leipzig, Bezirkskunstausstellungen

### Postum
- 1965: Leipzig, Museum der bildenden Künste („500 Jahre Kunst in Leipzig“)
- 1977: Altenburg/Thüringen, Lindenau-Museum („Zeichnung im Bezirks Leipzig“)
- 1982: Leipzig, Museum der bildenden Künste („Selbstbildnisse Leipziger Künstler“)
- 1984: Leipzig, Museum der bildenden Künste („Kunst in Leipzig 1949 -1984“)